# William Vaurien
William Vaurien est une série de bande dessinée du Français Tramber dont les différentes histoires ont paru entre 1982 et 1993. D'abord publiée sous forme de gag en une planche dans Métal hurlant de 1982 à 1986, la série passe à un format plus long lorsque Tramber rejoint L'Écho des savanes des éditions Albin Michel en 1988.
Tramber l'a créée après avoir arrêté de travailler avec Jano sur Kebra, dont il conserve dans William Vaurien le style semi-réaliste anthropomorphe. William Vaurien est un paumé qui avec son acolyte Pypo, dit « l'intello », cherche par tous les moyens à se procurer de l'alcool ou des stupéfiants, ce qui le conduit à tremper dans diverses magouilles et à avoir maille à partir avec la justice.

## Publications

### Périodiques
- 63 gags dans Métal hurlant no 81 à 122, 1982-1986[2].
- 10 gags dans Rigolo no 1/2 à 13, 1985-1986[2].
- William Vaurien et la grande souris noire, dans L'Écho des savanes no 57 à 63, 1988[3].
- 9 gags dans L'Écho des savanes no 75 à 100, 1989-1991. 7 de ces gags sont présentés sous le titre Pypo l'intello[3].

### Album
1. Embrouille au Pypoland, Les Humanoïdes associés, coll. « H » no 21, 1984.  (ISBN 2731603011)
2. La guerre des oreilles, Les Humanoïdes associés, coll. « H », 1986.  (ISBN 273160381X)
3. La Grande Souris noire, Albin Michel, coll. « L'Écho des savanes », 1988.  (ISBN 222603157X)
4. Pas de cadeau à Gromago, Albin Michel, coll. « L'Écho des savanes », 1990.  (ISBN 2226037373)
5. Restons calmes et buvons frais, Albin Michel, coll. « L'Écho des savanes », 1993.  (ISBN 2226063765)